# Torneo Clausura 2004 (El Salvador)
El Torneo Clausura 2004 fue el duodécimo torneo corto desde la creación del formato de un campeonato Apertura y Clausura, que se juega en la Primera División de El Salvador. Alianza FC se proclamó campeón por novena vez en su historia superando en penales a CD FAS tras empatar en los 120 minutos reglamentarios.

## Tabla de clasificación
|  |     | Equipos de fútbol   | PJ | G | E | P  | GF | GC | Dif | Pts |
|  | --- | ------------------- | -- | - | - | -- | -- | -- | --- | --- |
|  | 1.  | CD FAS              | 18 | 9 | 8 | 1  | 34 | 16 | +18 | 35  |
|  | 2.  | CD Luis Ángel Firpo | 18 | 9 | 4 | 5  | 27 | 19 | +8  | 31  |
|  | 3.  | Alianza FC          | 18 | 8 | 5 | 5  | 31 | 21 | +10 | 29  |
|  | 4.  | CD Águila           | 18 | 8 | 4 | 6  | 27 | 30 | -3  | 28  |
|  | 5.  | Atlético Balboa     | 18 | 8 | 2 | 8  | 32 | 27 | +5  | 26  |
|  | 6.  | AD Isidro Metapán   | 18 | 6 | 6 | 6  | 20 | 25 | -5  | 24  |
|  | 7.  | CD Municipal Limeño | 18 | 5 | 6 | 7  | 17 | 19 | -2  | 21  |
|  | 8.  | CD Chalatenango     | 18 | 4 | 9 | 5  | 20 | 23 | -3  | 21  |
|  | 9.  | CD Arcense          | 18 | 4 | 6 | 8  | 16 | 23 | -7  | 18  |
|  | 10. | San Salvador FC     | 18 | 2 | 4 | 12 | 18 | 39 | -21 | 10  |

## Fase final
|  | Semifinales      | Semifinales | Semifinales |       |     | Final | Final |  |
|  |                  |             |             |       |     |       |       |  |
|  |                  |             |             |       |     |       |       |  |
|  | Águila           | 2           | 0           |       |     |       |       |  |
|  | Águila           | 2           | 0           |       |     |       |       |  |
|  | FAS              | 3           | 1           |       |     |       |       |  |
|  | FAS              | 3           | 1           |       | FAS | 1 (2) |       |  |
|  |                  |             |             |       | FAS | 1 (2) |       |  |
|  |                  |             | Alianza     | 1 (3) |     |       |       |  |
|  | Alianza          | 1           | Alianza     | 1 (3) | 3   |       |       |  |
|  | Alianza          | 1           |             |       | 3   |       |       |  |
|  | Luis Ángel Firpo | 1           | 2           |       |     |       |       |  |
|  | Luis Ángel Firpo | 1           | 2           |       |     |       |       |  |
|  |                  |             |             |       |     |       |       |  |

### Final
| 25    | POR   | Luis Castro                 |      |
| 2     | DEF   | William Osorio              | 66'  |
| 3     | DEF   | Marvin González             |      |
| 4     | DEF   | Rafael Tobar                |      |
| 5     | DEF   | Victor Velásquez            |      |
| 15    | DEF   | Alfredo Pacheco             | 52'  |
| 18    | MED   | Gilberto Murgas             |      |
| 20    | MED   | Víctor Hugo Mafla           | 100' |
| 13    | MED   | Ernesto Góchez              |      |
| 11    | DEL   | Williams Reyes              |      |
| 9     | DEL   | Alejandro de la Cruz Bentos |      |
| D. T. | D. T. | Alberto Agustín Castillo    |      |

| 1     | POR   | Miguel Montes           |     |
| 21    | DEF   | Walter Álvarez          |     |
| 5     | DEF   | Mario Elías Guevara     |     |
| 18    | DEF   | Luis Armando Espíndola  |     |
| 2     | DEF   | Bladimir Cubías         | 23' |
| 4     | MED   | Mario Pablo Quintanilla | 46' |
| 8     | MED   | Alejandro Curbelo       |     |
| 15    | MED   | Rafael Barrientos       |     |
| 16    | MED   | Nelson Nerio            |     |
| 20    | DEL   | Martín García           |     |
| 12    | DEL   | Ariel Marcelo Fontela   | 70' |
| D. T. | D. T. | Juan Martín Mugica      |     |

| 22 | Delantero      | Emerson Umaña    | 52'  |
| 8  | Centrocampista | Cristiam Álvarez | 66'  |
| 14 | Defensa        | Ramon Flores     | 100' |

| 14 | Centrocampista | Danilo Martínez | 23' |
| 6  | Centrocampista | Oscar Navarro   | 46' |
| 25 | Delantero      | Alex Erazo      | 70' |

| 110' | Víctor Velásquez | 1:0 |

| 115' | Luis Armando Espíndola | 1:1 |

| No · Sí · Sí · No · No | Williams Reyes Ernesto Góchez Emerson Umaña Marvin González Gilberto Murgas | 0:0 1:1 2:2 |

| Sí · Sí · No · No · Sí | Martín García Oscar Navarro Alex Erazo Miguel Montes Alejandro Curbelo | 1:0 2:1 2:2 3:2 |

| 64' · 116' · | Víctor Mafla Víctor Velásquez |

| 10' · 38' · 109' · | Walter Álvarez Alejandro Curbelo Alex Erazo |

| Otorgado · Otorgado otra vez · Expulsado | Alejandro de la Cruz Bentos |

| Otorgado · Otorgado otra vez · Expulsado | Walter Álvarez |

| Principal  | Neftaly Recinos Alvarenga |
| Asistentes | Gilberto González Ramírez |
|            | Wilfredo Cañas Umanzor    |
| Cuarto     | Rodolfo Alexander Sibrián |

| 25    | POR   | Luis Castro                 |      |
| 2     | DEF   | William Osorio              | 66'  |
| 3     | DEF   | Marvin González             |      |
| 4     | DEF   | Rafael Tobar                |      |
| 5     | DEF   | Victor Velásquez            |      |
| 15    | DEF   | Alfredo Pacheco             | 52'  |
| 18    | MED   | Gilberto Murgas             |      |
| 20    | MED   | Víctor Hugo Mafla           | 100' |
| 13    | MED   | Ernesto Góchez              |      |
| 11    | DEL   | Williams Reyes              |      |
| 9     | DEL   | Alejandro de la Cruz Bentos |      |
| D. T. | D. T. | Alberto Agustín Castillo    |      |

| 1     | POR   | Miguel Montes           |     |
| 21    | DEF   | Walter Álvarez          |     |
| 5     | DEF   | Mario Elías Guevara     |     |
| 18    | DEF   | Luis Armando Espíndola  |     |
| 2     | DEF   | Bladimir Cubías         | 23' |
| 4     | MED   | Mario Pablo Quintanilla | 46' |
| 8     | MED   | Alejandro Curbelo       |     |
| 15    | MED   | Rafael Barrientos       |     |
| 16    | MED   | Nelson Nerio            |     |
| 20    | DEL   | Martín García           |     |
| 12    | DEL   | Ariel Marcelo Fontela   | 70' |
| D. T. | D. T. | Juan Martín Mugica      |     |

| 22 | Delantero      | Emerson Umaña    | 52'  |
| 8  | Centrocampista | Cristiam Álvarez | 66'  |
| 14 | Defensa        | Ramon Flores     | 100' |

| 14 | Centrocampista | Danilo Martínez | 23' |
| 6  | Centrocampista | Oscar Navarro   | 46' |
| 25 | Delantero      | Alex Erazo      | 70' |

| 110' | Víctor Velásquez | 1:0 |

| 115' | Luis Armando Espíndola | 1:1 |

| No · Sí · Sí · No · No | Williams Reyes Ernesto Góchez Emerson Umaña Marvin González Gilberto Murgas | 0:0 1:1 2:2 |

| Sí · Sí · No · No · Sí | Martín García Oscar Navarro Alex Erazo Miguel Montes Alejandro Curbelo | 1:0 2:1 2:2 3:2 |

| 64' · 116' · | Víctor Mafla Víctor Velásquez |

| 10' · 38' · 109' · | Walter Álvarez Alejandro Curbelo Alex Erazo |

| Otorgado · Otorgado otra vez · Expulsado | Alejandro de la Cruz Bentos |

| Otorgado · Otorgado otra vez · Expulsado | Walter Álvarez |

| Principal  | Neftaly Recinos Alvarenga |
| Asistentes | Gilberto González Ramírez |
|            | Wilfredo Cañas Umanzor    |
| Cuarto     | Rodolfo Alexander Sibrián |

| 25    | POR   | Luis Castro                 |      |
| 2     | DEF   | William Osorio              | 66'  |
| 3     | DEF   | Marvin González             |      |
| 4     | DEF   | Rafael Tobar                |      |
| 5     | DEF   | Victor Velásquez            |      |
| 15    | DEF   | Alfredo Pacheco             | 52'  |
| 18    | MED   | Gilberto Murgas             |      |
| 20    | MED   | Víctor Hugo Mafla           | 100' |
| 13    | MED   | Ernesto Góchez              |      |
| 11    | DEL   | Williams Reyes              |      |
| 9     | DEL   | Alejandro de la Cruz Bentos |      |
| D. T. | D. T. | Alberto Agustín Castillo    |      |

| 1     | POR   | Miguel Montes           |     |
| 21    | DEF   | Walter Álvarez          |     |
| 5     | DEF   | Mario Elías Guevara     |     |
| 18    | DEF   | Luis Armando Espíndola  |     |
| 2     | DEF   | Bladimir Cubías         | 23' |
| 4     | MED   | Mario Pablo Quintanilla | 46' |
| 8     | MED   | Alejandro Curbelo       |     |
| 15    | MED   | Rafael Barrientos       |     |
| 16    | MED   | Nelson Nerio            |     |
| 20    | DEL   | Martín García           |     |
| 12    | DEL   | Ariel Marcelo Fontela   | 70' |
| D. T. | D. T. | Juan Martín Mugica      |     |

| 22 | Delantero      | Emerson Umaña    | 52'  |
| 8  | Centrocampista | Cristiam Álvarez | 66'  |
| 14 | Defensa        | Ramon Flores     | 100' |

| 14 | Centrocampista | Danilo Martínez | 23' |
| 6  | Centrocampista | Oscar Navarro   | 46' |
| 25 | Delantero      | Alex Erazo      | 70' |

| 110' | Víctor Velásquez | 1:0 |

| 115' | Luis Armando Espíndola | 1:1 |

| No · Sí · Sí · No · No | Williams Reyes Ernesto Góchez Emerson Umaña Marvin González Gilberto Murgas | 0:0 1:1 2:2 |

| Sí · Sí · No · No · Sí | Martín García Oscar Navarro Alex Erazo Miguel Montes Alejandro Curbelo | 1:0 2:1 2:2 3:2 |

| 64' · 116' · | Víctor Mafla Víctor Velásquez |

| 10' · 38' · 109' · | Walter Álvarez Alejandro Curbelo Alex Erazo |

| Otorgado · Otorgado otra vez · Expulsado | Alejandro de la Cruz Bentos |

| Otorgado · Otorgado otra vez · Expulsado | Walter Álvarez |

| Principal  | Neftaly Recinos Alvarenga |
| Asistentes | Gilberto González Ramírez |
|            | Wilfredo Cañas Umanzor    |
| Cuarto     | Rodolfo Alexander Sibrián |

| 25    | POR   | Luis Castro                 |      |
| 2     | DEF   | William Osorio              | 66'  |
| 3     | DEF   | Marvin González             |      |
| 4     | DEF   | Rafael Tobar                |      |
| 5     | DEF   | Victor Velásquez            |      |
| 15    | DEF   | Alfredo Pacheco             | 52'  |
| 18    | MED   | Gilberto Murgas             |      |
| 20    | MED   | Víctor Hugo Mafla           | 100' |
| 13    | MED   | Ernesto Góchez              |      |
| 11    | DEL   | Williams Reyes              |      |
| 9     | DEL   | Alejandro de la Cruz Bentos |      |
| D. T. | D. T. | Alberto Agustín Castillo    |      |

| 1     | POR   | Miguel Montes           |     |
| 21    | DEF   | Walter Álvarez          |     |
| 5     | DEF   | Mario Elías Guevara     |     |
| 18    | DEF   | Luis Armando Espíndola  |     |
| 2     | DEF   | Bladimir Cubías         | 23' |
| 4     | MED   | Mario Pablo Quintanilla | 46' |
| 8     | MED   | Alejandro Curbelo       |     |
| 15    | MED   | Rafael Barrientos       |     |
| 16    | MED   | Nelson Nerio            |     |
| 20    | DEL   | Martín García           |     |
| 12    | DEL   | Ariel Marcelo Fontela   | 70' |
| D. T. | D. T. | Juan Martín Mugica      |     |

| 22 | Delantero      | Emerson Umaña    | 52'  |
| 8  | Centrocampista | Cristiam Álvarez | 66'  |
| 14 | Defensa        | Ramon Flores     | 100' |

| 14 | Centrocampista | Danilo Martínez | 23' |
| 6  | Centrocampista | Oscar Navarro   | 46' |
| 25 | Delantero      | Alex Erazo      | 70' |

| 110' | Víctor Velásquez | 1:0 |

| 115' | Luis Armando Espíndola | 1:1 |

| No · Sí · Sí · No · No | Williams Reyes Ernesto Góchez Emerson Umaña Marvin González Gilberto Murgas | 0:0 1:1 2:2 |

| Sí · Sí · No · No · Sí | Martín García Oscar Navarro Alex Erazo Miguel Montes Alejandro Curbelo | 1:0 2:1 2:2 3:2 |

| 64' · 116' · | Víctor Mafla Víctor Velásquez |

| 10' · 38' · 109' · | Walter Álvarez Alejandro Curbelo Alex Erazo |

| Otorgado · Otorgado otra vez · Expulsado | Alejandro de la Cruz Bentos |

| Otorgado · Otorgado otra vez · Expulsado | Walter Álvarez |

| Principal  | Neftaly Recinos Alvarenga |
| Asistentes | Gilberto González Ramírez |
|            | Wilfredo Cañas Umanzor    |
| Cuarto     | Rodolfo Alexander Sibrián |

| Bandera de El Salvador       |
| Campeón Alianza FC 9° título |

Fuente:  (enlace roto disponible en Internet Archive; véase el historial, la primera versión y la última).